# Franz Burda
Franz Burda (Philippsburg, 24 de febrero de 1903 - Offenburg, 30 de septiembre de 1986) fue un editor alemán.

## Biografía
Franz Burda fue el hijo del fundador homónimo de la pequeña imprenta Burda (1898). Se doctoró en la Universidad Erlangen–Núremberg con una tesis sobre el desarrollo de la Bolsa de Comercio de Baden (1927). Ese mismo año inicia su primera publicación, una revista sobre radiofonía llamada Suerag. En 1929 se hace cargo de la empresa paterna, a la que expande rápidamente hasta tener unos 100 empleados. En 1931 se casa con Aenne Burda, con quien tiene tres hijos: Franz, Frieder y Hubert. 
Después del fin de la Segunda Guerra Mundial (1945), volvió rápidamente a su actividad como editor, imprimiendo libros de texto y sellos postales en la zona francesa de la Alemania ocupada. Junto a su esposa Aenne expandieron la editorial hacia el mercado de las revistas femeninas, convirtiéndola en una de las más importantes de Alemania.
Burda, apodado el «Senador», fue una figura patriarcal de gran influencia en la reconstrucción económica de la postguerra. A pesar de las duras exigencias sindicales, siempre se sintió responsable frente a sus empleados y su empresa.